# Powiat Brno
Powiat Brno (czes. Okres Brno-venkov) – powiat w Czechach, w kraju południowomorawskim.
Jego siedziba znajduje się w mieście Brno. Powierzchnia powiatu wynosi 1108,17 km², zamieszkuje go 163 253 osób (gęstość zaludnienia wynosi 147,34 mieszkańców na 1 km²). Powiat ten liczy 137 miejscowości, w tym 11 miast.
Od 1 stycznia 2003 powiaty nie są już jednostką podziału administracyjnego Czech. Podział na powiaty zachowały jednak sądy, policja i niektóre inne urzędy państwowe. Został on również zachowany dla celów statystycznych.

## Struktura powierzchni
Według danych z 31 grudnia 2003 powiat ma obszar 1108,17 km², w tym:
- użytki rolne - 56,25%, w tym 86,03% gruntów ornych
- inne - 43,75%, w tym 75,25% lasów
- liczba gospodarstw rolnych: 827

## Demografia
Dane z 31 grudnia 2003:
| Opis        | Ogółem  | Kobiety       | Mężczyźni     |
| ----------- | ------- | ------------- | ------------- |
| populacja   | 163 253 | 83 120 50,91% | 80 133 49,09% |
| średni wiek | 39,5    | 41,05         | 38,04         |

- gęstość zaludnienia: 147,34 mieszk./km²
- 36,13% ludności powiatu mieszka w miastach.

## Zatrudnienie

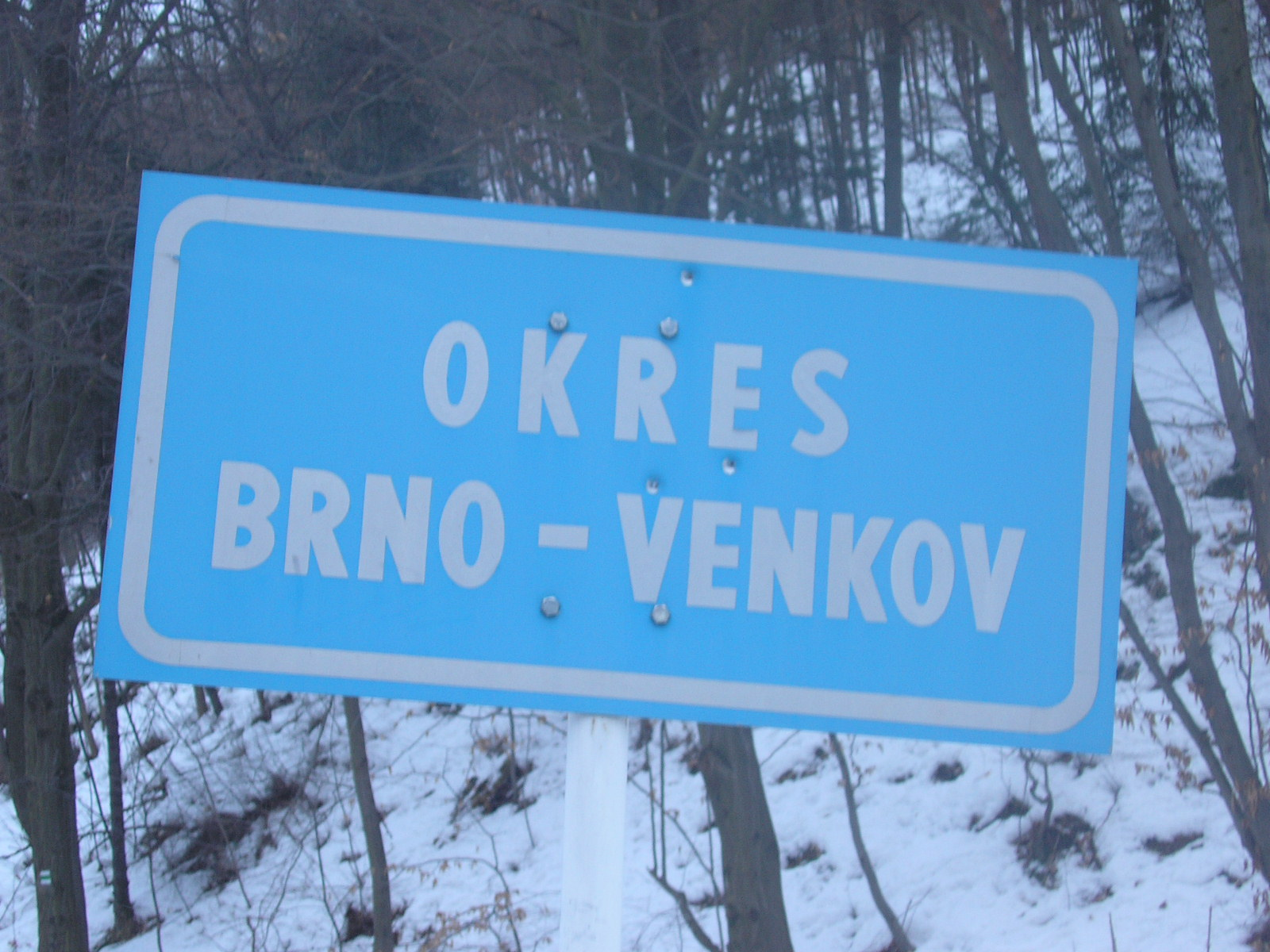

| Mieszkańcy ze stałym zatrudnieniem | 26 592       |
| Średnia pensja miesięczna          | 14 789 koron |
| Bezrobotni                         | 6 966        |
| Stopa bezrobocia                   | 8,64%        |

## Szkolnictwo
W powiecie Brno działają:
| Rodzaj szkoły                   | Liczba szkół |
| ------------------------------- | ------------ |
| Przedszkola                     | 109          |
| Szkoły podstawowe               | 86           |
| Gimnazja                        | 5            |
| Szkoły średnie techniczne       | 6            |
| Szkoły średnie ogólnokształcące | 7            |
| Szkoły wyższe                   |              |

## Służba zdrowia
| Lekarze                               | 306 |
| Szpitale                              | 2   |
| Specjalistyczne ośrodki terapeutyczne | 2   |
| Gabinety dentystyczne                 | 68  |
| Apteki                                | 24  |